# Jugend und Parlament
Jugend und Parlament ist eine in der Regel jährlich stattfindende Veranstaltung des Deutschen Bundestags. Sie nimmt unter dessen Angeboten eine besondere Rolle ein, weil sie (neben Staatsakten und der Bundesversammlung) die einzige Gelegenheit für Nicht-Abgeordnete, Angehörige der Bundesregierung und Angehörige des Bundesrates ist, den Plenarsaal des Reichstagsgebäudes zu betreten und dort zu tagen.

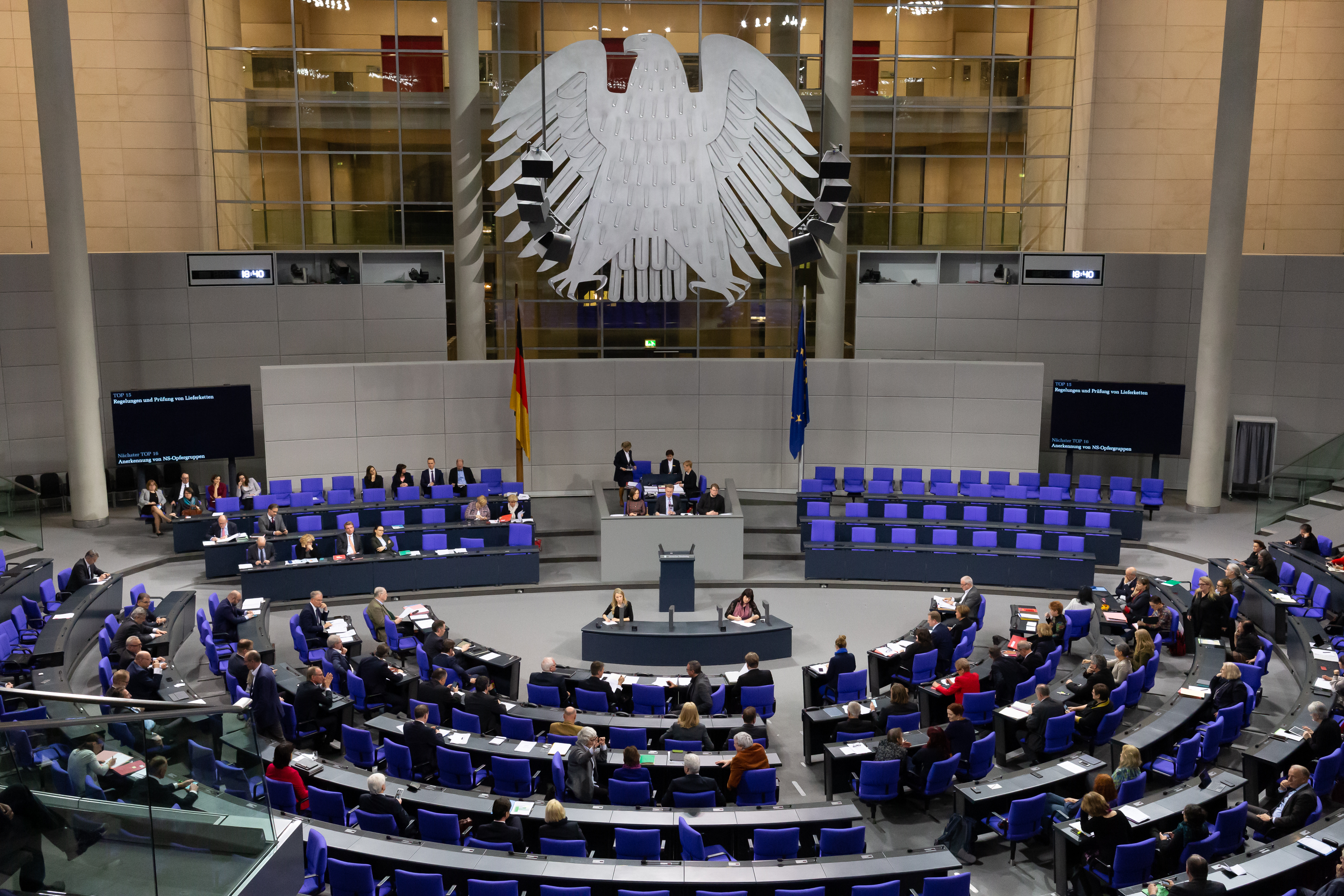
Der Plenarsaal des Reichstagsgebäudes

Von 1981 bis 2003 bestand die Veranstaltung aus Diskussionsforen zu unterschiedlichen, jeweils gerade aktuellen Themen, bei denen sich die jugendlichen Teilnehmer mit Bundestagsabgeordneten austauschen konnten.
Seit 2004 ist „Jugend und Parlament“ ein groß angelegtes Planspiel, bei dem 315 Teilnehmer im Alter zwischen 17 und 20 Jahren für 4 Tage in die Rolle von Bundestagsabgeordneten schlüpfen. Die Teilnehmer werden dabei von den Abgeordneten nominiert. Die Gesamtheit der Teilnehmer wird nach Zufall in derzeit 3 Fraktionen aufgeteilt. Jeder Teilnehmer erhält eine fiktive Identität; insgesamt entspricht der so für 4 Tage existierende „JuP-Bundestag“ statistisch – was Alter, Familie, Beruf, Bildungshintergrund und geographische Herkunft angeht – dem realen Bundestag.
Die Teilnehmer „durchleben“ den gesamten Gesetzgebungsprozess von der Einbringung über Diskussionen in Fraktionen und Arbeitsgruppen, die erste Beratung im Plenum, die Ausschussberatungen, die abschließenden Diskussionen in den Fraktionen bis zur zweiten und dritten Beratung im Plenum. Seit 2006 schließt die Veranstaltung regelmäßig mit einer Gegenüberstellung der Erfahrung der Teilnehmer mit der der realen Abgeordneten, in der Regel vertreten durch die Fraktionsvorsitzenden.
Primäres Ziel des Planspiels ist nicht die Vermittlung politischer Inhalte, sondern der Funktionsweise des parlamentarischen Apparats.
Das Planspiel „Jugend und Parlament“ ist eine Variante des Planspiels „Parlamentarische Demokratie spielerisch erfahren“, das ebenfalls vom Besucherdienst des Deutschen Bundestages angeboten wird, das vier Stunden dauert und an dem pro Jahr etwa 120 Gruppen bestehend aus jeweils 18 – 40 Personen teilnehmen können. Die Teilnahme ist kostenlos, der Bundestag übernimmt Reisekosten, Unterbringung und Verpflegung. Bei Interesse muss man sich beim Wahlkreisbeauftragten des deutschen Bundestages in Verbindung setzen.

## Trivia
Im Jahr 2019 gab es eine Protestaktion gegen die Klimapolitik der Deutschen Bundesregierung. So legten sich mehrere Jugendliche vor dem Rednerpult auf den Boden und zeigten ein Transparent.